# Chase Utley

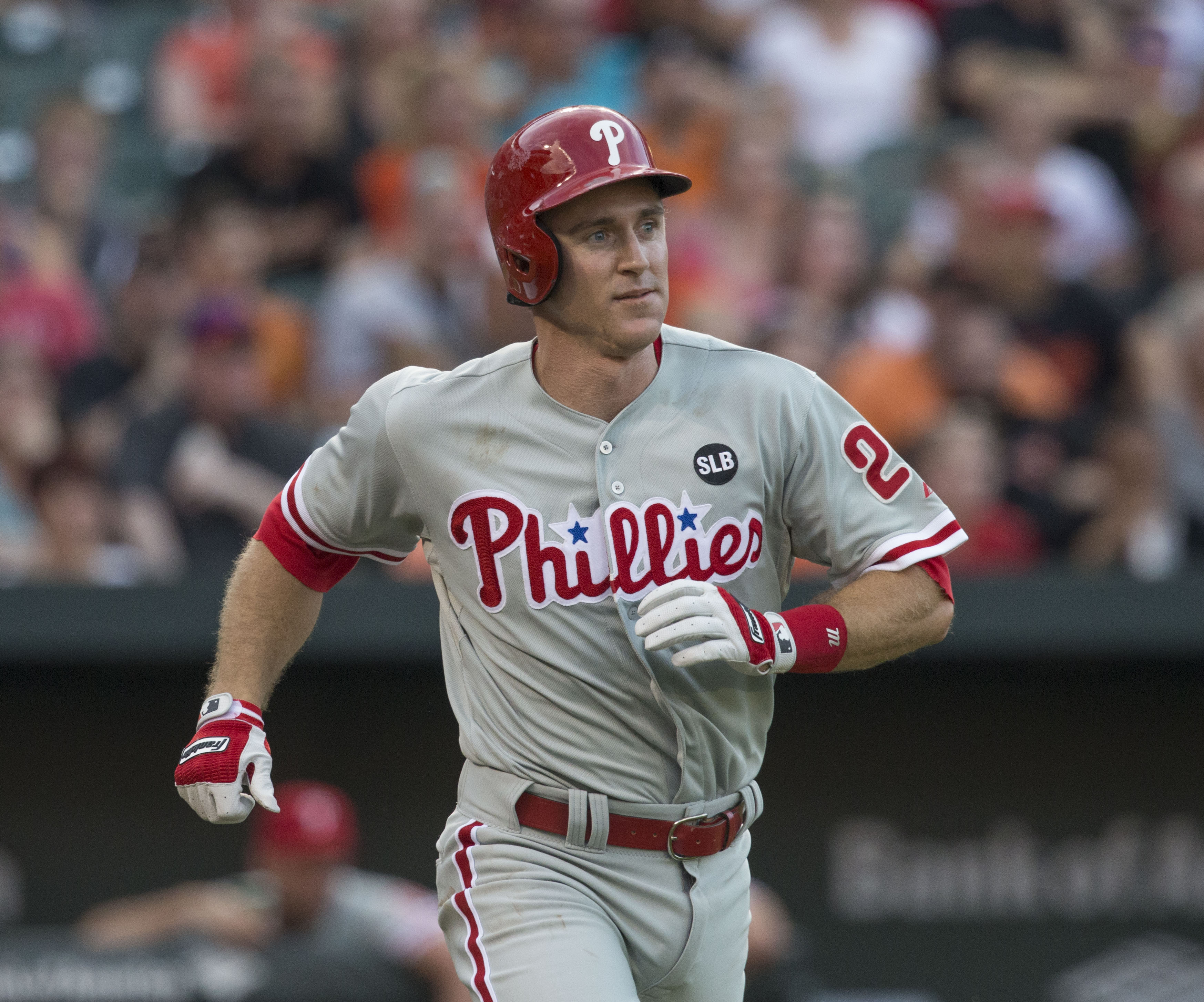
Chase Utley, 2015.

Chase Cameron Utley, född 17 december 1978 i Pasadena i Kalifornien, är en amerikansk före detta professionell basebollspelare som spelade som andrabasman för Philadelphia Phillies och Los Angeles Dodgers i Major League Baseball (MLB) mellan 2003 och 2018.
Han draftades av Philadelphia Phillies i 2000 års MLB-draft.
Utley vann World Series med Philadelphia Phillies för säsongen 2008. Han vann också fyra Silver Slugger Awards.